# Kazuo Shimizu
Kazuo Shimizu (清水 和男?, Shimizu Kazuo; Prefettura di Shizuoka, 30 aprile 1975) è un ex calciatore giapponese, di ruolo difensore.